# Ohod Club
Ohod Club es un club de fútbol saudí, de la ciudad de Medina. Juega en la Primera División Saudí, la segunda categoría del fútbol saudí.
Su nombre se debe al monte Uhud y es apodado "Al-Jabal", que en árabe significa "La Montaña". Juega sus partidos como local en el estadio Mohammed bin Abdul Aziz.